# États généraux de 1593
Les États généraux de 1593 dits États de la Ligue, en France, sont convoqués le 3 février 1590 à l'initiative du duc de Mayenne (alors en guerre contre le futur Henri IV) afin de résoudre la crise de succession ouverte à la mort d’Henri III.
En effet, Henri IV, successeur légitime et désigné par Henri III n'est pas catholique, et refuse d’abjurer. De nombreux sujets, réunis au sein de la Ligue catholique, refusent un roi hérétique.
Le but pour Charles de Mayenne est de se faire élire roi. Mais outre le candidat légitime, plusieurs prétendants se proposent au trône : le fils du duc Henri de Guise et celui de Mayenne et Isabelle, fille de Philippe II d'Espagne, sont les plus importants.
Les États sont plusieurs fois ajournés, notamment après la mort du cardinal de Bourbon le 9 mai 1590.
Ils commencent finalement le 26 janvier 1593 à Paris puis ouvrent une négociation avec les royalistes du parti de Navarre le 29 avril à Suresnes. Douze délégués des États, dont Pierre IV d'Épinac archevêque de Lyon, Jeanin, Villar-Brancas, rencontrent huit représentants du roi, dont Renaud de Beaune, archevêque de Bourges.
La rencontre du 29 avril aboutit à une trêve. Peu après, l’archevêque de Bourges confirme la volonté du roi de se convertir. Le 25 juillet, Henri IV abjure le protestantisme en la basilique Saint-Denis (la citation « Paris vaut bien une messe » lui est pour cela faussement attribuée). Cette conversion au catholicisme entraîne le ralliement des Parisiens à sa cause, et les États généraux se ferment le 8 août sans que soit élu l'un de ses rivaux.